# Adinandra loheri
Adinandra loheri är en tvåhjärtbladig växtart som beskrevs av Elmer Drew Merrill. Adinandra loheri ingår i släktet Adinandra och familjen Pentaphylacaceae. Inga underarter finns listade i Catalogue of Life.